# Magherafelt
Magherafelt (irisch Machaire Fíolta) ist eine Stadt in der historischen Grafschaft Londonderry in der historischen Provinz Ulster in Nordirland. Sie liegt etwa auf halber Strecke zwischen Londonderry/Derry und Belfast in unmittelbarer Nähe zum Lough Neagh und zu den Sperrin Mountains. Sie war Verwaltungssitz des ehemaligen gleichnamigen Districts, der 2015 im District Mid Ulster aufging. Die Stadt ist nunmehr einer von drei Verwaltungssitzen des Districts Mid Ulster.
Der irische Name Machaire Fíolta bedeutet Ebene von Fioghalta. Die Ursprünge der Stadt reichen bis in das Jahr 1425 zurück.

## Einrichtungen
Magherafelt besitzt zwei Grund- und zwei weiterführende Schulen (Woods Primary School, Magherafelt Controlled Primary School, Rainey Endowed Grammar School, St. Mary’s Grammar School) sowie mehrere Sportvereine, unter anderem den Fußballclub Magherafelt Sky Blues, die Gaelic Football O'Donovan Rossa Magherafelt GAC und den Rugbyverein Rainey Old Boys Rugby Club Magherafelt. Magherafelt besitzt ein Krankenhaus, das zum Northern Health and Social Services Board gehört, das Mid Ulster Hospital.

## Bevölkerung
Bei der Volksbefragung 2011 hatte Magherafelt 8819 Einwohner. Davon hatten 4516 Personen einen Pass des Vereinigten Königreichs und 1849 einen irischen Pass. 58 % gaben an, der römisch-katholischen Kirche anzugehören, und 34 % einer anderen christlichen Kirche.

## Persönlichkeiten
- Harriet Morison (1862–1925), neuseeländische Schneiderin, Gewerkschafterin und Frauenrechtlerin
- Peter Doherty (1913–1990), Fußballspieler und -trainer
- Harry Gregg (1932–2020), Fußballspieler und -trainer
- Philip Maini (* 1959), Mathematiker
- Wendy Houvenaghel (* 1974), Radrennfahrerin
- Laura Pyper (* 1980), Schauspielerin
- Dean Shiels (* 1985), Fußballspieler
- JC Stewart (* 1997), Sänger
- Joely Andrews (* 2002), Fußballspielerin